# Гопп, Филипп Ильич
Филипп Ильич Гопп (при рождении Гоп; 3 марта 1906, Одесса — 7 апреля 1978, Москва) — русский советский писатель, фельетонист, журналист.

## Биография
Родился 18 февраля (3 марта) в 1906 года в Одессе в семье одесского мещанина, провизора Эля Хаскелевича (Ильи Хаскелевича, Харитоновича) Гоппа (Гопа, 20 октября 1875—?), выпускника Императорского Новороссийского университета, владельца «аптеки И. Гоппа» в доме Писпас на Ришельевской улице, № 23 (угол Еврейской, № 24); отец публиковался в одесской прессе на медицинские темы, издал справочник «Аптекарские магазины, их права и обязанности» («с добавлением Разъяснений Правительственного Сената и Циркуляров Медицинского Совета по 1 января 1912 г.», Одесса: Тип. Н. Гальперина, 1912), учебник для вузов «Краткий курс ботаники» (3-е издание — Одесса: тип. А. А. Ивасенко, 1919), многократно переиздававшиеся «Конспект по органической химии для студентов-медиков, естественников и фармацевтов» (2-е издание — Одесса: тип. газеты «Одесские новости», 1909; 3-е — 1915, 4-е — 1917) и «Полный конспект по ботанике для студентов-медиков, естественников и фармацевтов» (2-е издание — Одесса: тип. «Одесских новостей», 1913). Мать — Двойра Ицковна (Вера Исааковна) Гоп. В начале 1920-х годов с родителями, старшим братом Хаскелем и сёстрами Софьей и Александрой переехал в Харьков.
В первой половине 1920-х годов уехал в Москву и тогда же его рассказы начали появляться в столичной прессе. Первой публикацией в 1924 году стал рассказ «Письмо из Америки» в журнале «Огонёк», затем вышла повесть «Четыре месяца пощады» в «Советском экране» (1925), рассказы «Рамзес», «Казнь» и «Рассказ о пятидесяти лошадях» во «Всемирном следопыте», антифашистские повести «Лягавый» и «Земля» в журнале «Вокруг света» (1931) и другие. По рассказу Гоппа «Два-Бульди-два» о цирковом артисте, нашедшем свой путь в революцию, режиссёрами Львом Кулешовым и Ниной Агаджановой-Шутко в 1929 году был снят немой кинофильм «Два-Бульди-два».
Состоял членом профсоюза издательских работников, проживал с женой Галиной Николаевной Чудиновой (1912—?) на Сретенском бульваре, дом 6, кв. 54.
22 апреля 1937 года был арестован по обвинению в организации и руководстве террористической группой журналистов, богемных и разложившихся типов, замысливших покушение на товарища Сталина. Вместе с Гоппом по делу проходили художник Лев Максимович Капланский, писатели Арон Мовшевич Боярский и Александр Иванович Сатаров. 7 июля 1937 года был приговорён к пяти годам ИТЛ с поражением в правах. Срок отбывал в частности в Мариинских лагерях Сиблага, а по освобождении был направлен в Томск. Публиковал стихи и рассказы в альманахе «Томск». В 1948 году перебрался в Ростов, здесь был закончен роман «Голубой город» и цикл стихов. Вернувшись в Москву, публиковался в «Советском цирке» (повесть «Последний аттракцион», 1948), «Вопросах литературы» («Встречи с Маяковским», 1973) и «Звезде» (воспоминания о Сергее Есенине, 1975). Сборник детских рассказов «Старый и малый» вышел отдельной книгой в 1958 году с послесловием Сергея Михалкова.
С середины 1940-х годов был частично парализован, практически не выходил из дома и диктовал свои рассказы для публикации. Публиковал очерки и фельетоны в различных периодических изданиях, написал повесть «Клуб военморов» и сценарий «Я ваш сын», цикл стихов «Сила поэта» (альманах «Томск», 1945). Оставил воспоминания о Юрии Олеше.

## Семья
Племянница — Инна Анатольевна Гофф, прозаик и поэт.
Сёстра — Севилья (1899); брат Хаскель (1897).

## Книги
- Лягавый (повесть). М.: Издательство ЦК МОПР СССР, 1930. — 64 с.
- Старый и малый (рассказы). М.: Детгиз, 1958. — 63 с.